# Kahramanmaraş (provincie)
Kahramanmaraş is een provincie in Turkije. De provincie is 14.213 km² groot en heeft 1.002.384 inwoners (2000). De hoofdstad is het gelijknamige Kahramanmaraş.

## Bestuurlijke indeling

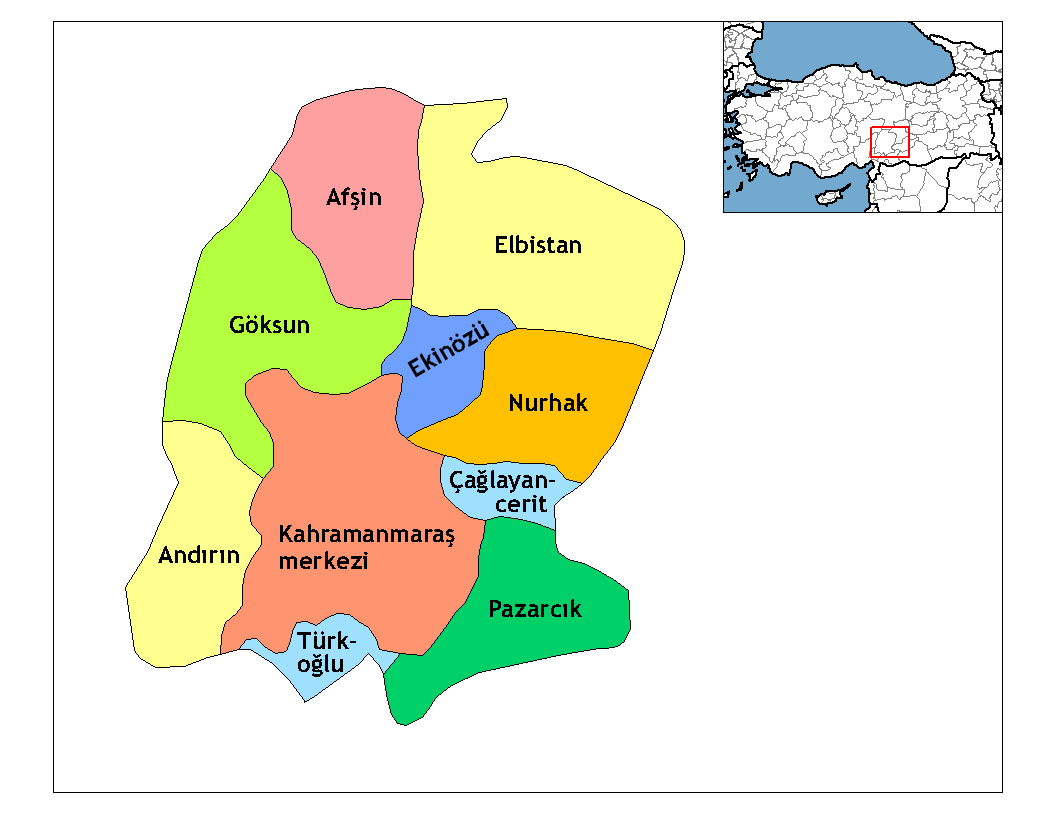
Districten van Kahramanmaraş

### Districten
De provincie bestaat uit de volgende tien districten:
| - Afşin - Andırın - Çağlayancerit - Ekinözü - Elbistan | - Göksun - Kahramanmaraş - Nurhak - Pazarcık - Türkoğlu |